# Ángel Rada
Ángel Rada (né le 9 octobre 1948 à La Havane, Cuba) est un auteur-compositeur-interprète vénézuélien de musique électronique. À ses débuts, il est influencé par la krautrock, l'École de Dusseldorf et l'École de Berlin, ensuit il développera un style propre à lui  qu'il dénommera ethonosonics,.

## Biographie

### Jeunesse
De parents vénézuéliens, Rada naît dans un vol entre Tampa (Floride) et La Havane, et grandit dans la ville de Caracas. Il commence ses études musicales à l'âge de treize ans avec son oncle, Gustavo Requiz Fernández, qui était directeur du Chœur de la Cathédrale de Caracas. Passionné par la musique, il continue ses études de piano dans l'École de musique José Ange Lamas.

### Débuts (années 1960–1970)
Dans les années 1960 et 1970, il intègre le groupe de rock progressif The Gas Light, qu'avec Un Deux Trois et Dehors, le groupe C.I.M., Apocalypse, Daniel Grau, Pablo Schneider, Fernando Yvosky, Vytas Brenner, Miguel Ángel Fuster, Aldemaro Romero, Gerry Weil, fait partie du mouvement de musique expérimentale vénézuélienne,.

### Départ en Allemagne (années 1970)
Au milieu des années 1970, Rada déménage en Allemagne pour faire des études en musique électroacoustique et ingénierie chimique dans l'Université de Lübeck. C'est là qu'il manipule pour la première fois un synthétiseur Moog, de la main de Klaus Schulze, alors membre de Tangerine Dream,. Durant cette époque il rencontra également Edgard Frosse, Kraftwerk, et Ash Ra Tempel.
Pour Rada, « être en contact avec des étudiants en sciences de la faculté d'ingénierie a également été pour moi une influence déterminante sur le plan conceptuel. J'ai commencé à réaliser que dans l'univers rien ne s'arrête, tout change d'un état à un autre et chaque objet est formé d'atomes en mouvement qui échangent des électrons. Ma perception a évolué à une deuxième étape centrée dans la relation entre la physique quantique et le bouddhisme, indiquée par Fritjof Capra dans The Tao of Physics, par exemple. Dans un moment donné, je me suis rendu compte que la musique électronique était froide et purement technologique, mais aussi que la musique, évidemment, était plus que cela pour moi. Le son des anneaux de Saturne, capturé par le satellite Cassini, nous dit que l'Univers a ses propres sons, comme Isao Tomita l'a démontré dans ses albums. J'ai envisagé que la musique pourrait être le langage sonore de l'Univers, et beaucoup de ses sons procèdent de l'observation d'un environnement particulier. Comme compositeur, ce nouveau monde magique était nécessaire, donc j'ai pensé en créer un concept de ethnie et son, que j'ai appelé Ethnosonics, qu'impliquât l'utilisation des instruments musicaux ancestraux. Alors, avec un échantillonneur, une de mes principaux outils digitaux, j'ai capturé des instruments indigènes pour les récréer ou pour créer des nouveaux. Etnosonics est un concept scientifique et artistique, il pourrait comprendre l'archéologie, la paléontologie, la physique quantique, les spiritualités, la psychologie, et la psychiatrie. Je peux affirmer avec certitude que cela a divisé la chronologie de mon travail, ma déviation définitive de la musique électronique. »

### Retour au Venezuela (années 1980)
Dans les années 1980, Rada retourne au Venezuela, où il fonde le label Uranium Records. C'est là qu'il publie ses premiers six albums : Upadesa, Viveka, Solar Concert for Bhagavan, Continuvm, Armagedon and the Third Wave Revolution, Impresiones etnosónicas. Les années 1980 seront une décennie de grande splendeur pour la musique électronique vénézuélienne, avec des figures telles que Vytas Brenner, Miguel Noya, Oksana Linde, Musikautomatika, Vinicio Adames, Polyburó, Adina Izarra, ou Alfredo del Mónaco,.
Son album Upadesa, de 1983, marquera une étape importante dans la musique électronique vénézuélienne, étant l'un des premiers à expérimenter avec des synthétiseurs Moog, et d'autres instruments électroniques avec Jayeche (1975) de Vytas Brenner, Gran Sabana (1984) de Miguel Noya et Al comienzo del camino (1985) de Vinicio Adames, ainsi que les premières pièces réalisées par Oksana Linde entre 1983 et 1989. Cet album est dédié à ses maîtres Klaus Schulze et Arturo Camero.
Dans ses albums suivants, Rada continue de faire évoluer son style, se tournant vers une recherche spirituelle, influencée par les pionniers de la musique électronique tels que Karlheinz Stockhausen et Robert Schroeder.

### Ethnosonics
À partir de son album Impresiones etnosónicas, Rada commence un voyage de séparation des traditions occidentales, pour embrasser des techniques musicales caribéennes, africaines ou de la l'Inde, qu'il dénomme ethnosonics. Ceci sera, en partie, grâce à l'influence de Vytas Brenner, Ravi Shankar et Kitaro.
En 2019, le label El Palmas Records, à Barcelone, publie la compilation en deux LP Tropical Cosmic Sounds from Space,,. Également, en 2022, le barcelonais Wah Wah Records relance son premier album Upadesa.
Il habite actuellement à Porlamar, dans l'Île de Margarita, au Venezuela.

## Discographie

### Albums studio
- 1983 : Upadesa
- 1984 : Viveka
- 1985 : Solar Concert for Bhagavan
- 1986 : Continuvm
- 1987 : Armagedon and the Third Wave Revolution
- 1987 : Biosonics
- 1988 : Impresiones etnosónicas
- 1989 : Senderos Imperiales Al Sol Naciente
- 1990 : Novilunium
- 1990 : Solaris
- 1991 : Maderas Biosónicas
- 1992 : Susurros Abisales
- 1993 : Trascendelia Anthology
- 1995 : El Caballero de La Luz
- 1998 : The Bamboos Are Whispering
- 2002 : Radanet Radio
- 2002 : Psychotronics
- 2002 : Ethnosonics
- 2002 : Crime of the Century
- 2002 : Weird Voices
- 2002 : The 9th revelation of Love
- 2002 : The Golden Flame
- 2005 : Amazonia Rain
- 2005 : Neuronal connections
- 2005 : 2012
- 2009 : Aqua after 2012
- 2010 : Aussie Suite
- 2010 : Neurosinergy
- 2010 : Fractal Variations
- 2013 : Bioloops
- 2013 : Orbits
- 2016 : Neurosurgery For A Latin Country
- 2017 : Mahasamadhi
- 2018 : Bot Love
- 2019 : Aeroblues In Concert
- 2021 : Nexus 9
- 2022 : Ikpaïha'' (Ікраïна)

### Compilations
- 2019 : Tropical Cosmic Sounds From Space

### Anthologies
- 2016 : Venezuela 70 (Cosmic Visions Of A Latin American Earth: Venezuelan Experimental Rock In The 1970's)